# Andreas Resch (Historiker)
Andreas Resch (* 1962 in Gmunden) ist ein österreichischer Wirtschaftshistoriker.

## Leben
Andreas Resch, geboren 1962 in Gmunden, wuchs in Scharnstein auf. Er studierte Geschichte und Germanistik sowie Volkswirtschaftslehre und lehrt als außerordentlicher Universitätsprofessor an der Wirtschaftsuniversität Wien. Seine Forschungsschwerpunkte sind Wirtschaftsgeschichte des 19. und 20. Jahrhunderts, historische Unternehmensanalyse und Industrialisierung sowie evolutionäre Ökonomie.

## Auszeichnungen und Ehrungen
- 1994: Eduard März Preis der Kammer für Arbeiter und Angestellte Wien[1]
- 1995: Böhlau Jubiläumspreis der Österreichischen Akademie der Wissenschaften[1]
- 2002: Kardinal-Innitzer-Förderungspreis für Sozial- und Wirtschaftswissenschaften[4]
- 2015: Anerkennungspreis des Landes Niederösterreich für besondere wissenschaftliche Leistungen[5]
- 2022: Schumpeter Prize der International Schumpeter Society[6]

## Schriften (Auswahl)
- Mächtig dröhnt der Hämmer Klang. Sensenindustrie und regionale Entwicklung in Scharnstein. Trauner, Linz 1991 (= Linzer Schriften zur Sozial- und Wirtschaftsgeschichte), ISBN 3-85320-535-6.
- Die alpenländische Sensenindustrie um 1900. Industrialisierung am Beispiel des Redtenbacherwerks in Scharnstein, Oberösterreich. Wien 1995, ISBN 3-205-98270-3.
- Industriekartelle in Österreich vor dem Ersten Weltkrieg. Marktstrukturen, Organisationstendenzen und Wirtschaftsentwicklung von 1900 bis 1913. Berlin 2002, ISBN 3-428-10823-X.
- Das Geschäft mit Wort und Bild. Wirtschaftsgeschichte der Massenmedien und der Werbebranche in Wien. Wien 2008, ISBN 978-3-7000-0909-2.
- mit Peter Eigner und Helmut Falschlehner: Geschichte der österreichischen Privatbanken. Wiesbaden 2018, ISBN 3-658-20124-X.